# Richard Baer
Richard Baer o Bär (Floß, Baviera,  9 de septiembre de 1911-17 de junio de 1963) fue un oficial nazi con el rango de SS Sturmbannführer (Mayor) y comandante del campo de concentración de Auschwitz desde mayo de 1944 hasta enero de 1945.

## Biografía
Nació en Baviera en 1911; inicialmente pastelero de profesión, se hizo guardia en el Campo de concentración de Dachau tras quedar desempleado en 1930. 

### Inicios en el nazismo
Se incorporó al Partido Nazi con el número de ficha 454.991 y a las SS con el número 44.225. 
En 1939 se afilió a la SS-Totenkopfverbände, y fue nombrado ayudante en el campo de concentración de Neuengamme en 1942, siguiendo funciones en Oranienburg, Columbia Haus (Berlín) y Sachsenhausen. Estando en Neuengamme, participó en el asesinato de prisioneros soviéticos de guerra en la Cámara de gas especial y en la selección de prisioneros para la llamada "Operación 14f13" y el programa de Eutanasia "T-4".
Desde noviembre de 1942 hasta mayo de 1944 llegó a ser ayudante del SS-Obergruppenführer Oswald Pohl, entonces jefe de la Oficina Central de Asuntos Económicos de la SS (Wirtschaftsverwaltungshauptamt o WVHA); en noviembre de 1943, se hizo cargo del departamento "D I", como se denominaba al servicio de "Inspección de los Campos de Concentración". Sucedió a Arthur Liebehenschel como Comandante del Campo de concentración de Auschwitz, cargo que ocupó desde marzo de 1944 hasta que la disolución del campo a principios de 1945.  Desde noviembre de 1943, hasta el final de 1944, Fritz Hartjenstein y Josef Kramer fueron responsables del exterminio en el campo de Auschwitz II  Birkenau, así que Baer fue solo Comandante de esta parte del campo desde finales de 1944 hasta enero de 1945. Finalizando la guerra, Richard Baer, reemplazó a Otto Förschner como Comandante del Campo de concentración de Dora-Mittelbau, cerca de la localidad de Nordhausen (Turingia), siendo responsable de la ejecución de prisioneros rusos en masa. Su último rango fue el de SS-Sturmbannführer (Mayor).

### El fin
Al final de la guerra, Baer huyó y vivió cerca de Hamburgo escondido bajo la falsa identidad de Karl Egon Neumann, trabajador forestal. En el curso de las investigaciones del Segundo Juicio de Auschwitz, a realizarse en la ciudad de Fráncfort del Meno, fue ubicado y se expidió una orden de arresto en octubre de 1960, siendo su fotografía ampliamente publicada en la prensa. Fue reconocido por sus compañeros de trabajo y arrestado en diciembre de 1960, después del secuestro de Adolf Eichmann. Por consejo de su abogado, rehusó testificar. Murió de un infarto durante su detención, en 1963. 
La historia del arresto de Baer es fielmente contada en el libro de Devin Pendas, El Juicio de Auschwitz de Frankfurt. Después de ver la fotografía en el periódico Bild, un compañero de trabajo en la finca del príncipe Otto von Bismarck, reportó que Baer estaba trabajando como forestal allí. Cuando los oficiales confrontaron a «Neumann» (su nombre adoptado) en el bosque la mañana del 20 de diciembre de 1960, primero lo negó todo. Habiendo sido allanada su residencia, la esposa se identificó como «Señora Baer», aunque todavía alegaba que Baer se llamaba Neumann. Baer, finalmente admitió su verdadera identidad.